# Alpiner Skieuropacup 2015/16
Die Saison 2015/2016 des Alpinen Skieuropacups begann für die Herren am 2. Dezember 2015 in Hemsedal und für die Damen am 7. Dezember in Trysil. Sie endete in La Molina am 17. März 2016. Bei den Herren fanden 33 Rennen statt (6 Abfahrten, 5 Super-G, 9 Riesenslaloms, 10 Slaloms, 1 Parallelslalom (City Event) und 2 Super-Kombinationen). Bei den Damen fanden 32 Rennen statt (6 Abfahrten, 5 Super-G, 9 Riesenslaloms, 10 Slaloms und 2 Super-Kombinationen). Die Gesamtsiege gingen beide an Norwegen durch Bjørnar Neteland bei den Herren und Maren Skjøld bei den Damen.

## Europacupwertungen

### Gesamtwertung
| Rang | Name              | Land       | Punkte |
| ---- | ----------------- | ---------- | ------ |
| 01   | Bjørnar Neteland  | Norwegen   | 712    |
| 02   | Christian Walder  | Österreich | 710    |
| 03   | Emanuele Buzzi    | Italien    | 642    |
| 04   | Robin Buffet      | Frankreich | 590    |
| 05   | Ramon Zenhäusern  | Schweiz    | 498    |
| 06   | Loïc Meillard     | Schweiz    | 458    |
| 07   | Marcus Monsen     | Norwegen   | 455    |
| 08   | Paolo Pangrazzi   | Italien    | 453    |
| 09   | Marc Gini         | Schweiz    | 414    |
| 10   | Frederic Berthold | Österreich | 406    |

| Rang | Name                | Land        | Punkte |
| ---- | ------------------- | ----------- | ------ |
| 01   | Maren Skjøld        | Norwegen    | 949    |
| 02   | Stephanie Brunner   | Österreich  | 731    |
| 03   | Laura Pirovano      | Italien     | 648    |
| 04   | Katharina Gallhuber | Österreich  | 626    |
| 05   | Verena Gasslitter   | Italien     | 569    |
| 06   | Anna Hofer          | Italien     | 534    |
| 07   | Simone Wild         | Schweiz     | 483    |
| 08   | Rahel Kopp          | Schweiz     | 451    |
| 09   | Elisabeth Willibald | Deutschland | 433    |
| 10   | Beatrice Scalvedi   | Schweiz     | 418    |
| 10   | Mélanie Meillard    | Schweiz     | 418    |

### Abfahrt
| Rang | Name                     | Land       | Punkte |
| ---- | ------------------------ | ---------- | ------ |
| 1    | Christian Walder         | Österreich | 322    |
| 2    | Emanuele Buzzi           | Italien    | 320    |
| 3    | Frederic Berthold        | Österreich | 265    |
| 4    | Urs Kryenbühl            | Schweiz    | 245    |
| 5    | Adrian Smiseth Sejersted | Norwegen   | 227    |

| Rang | Name              | Land               | Punkte |
| ---- | ----------------- | ------------------ | ------ |
| 1    | Kira Weidle       | Deutschland        | 280    |
| 2    | Beatrice Scalvedi | Schweiz            | 237    |
| 3    | Sabrina Maier     | Österreich         | 226    |
| 4    | Nicol Delago      | Italien            | 225    |
| 5    | Breezy Johnson    | Vereinigte Staaten | 212    |

### Super-G
| Rang | Name                 | Land       | Punkte |
| ---- | -------------------- | ---------- | ------ |
| 1    | Emanuele Buzzi       | Italien    | 280    |
| 2    | Bjørnar Neteland     | Norwegen   | 279    |
| 3    | Christian Walder     | Österreich | 252    |
| 4    | Guglielmo Bosca      | Italien    | 219    |
| 5    | Christopher Neumayer | Österreich | 202    |

| Rang | Name                  | Land       | Punkte |
| ---- | --------------------- | ---------- | ------ |
| 1    | Verena Gasslitter     | Italien    | 340    |
| 2    | Lisa Magdalena Agerer | Italien    | 310    |
| 3    | Anna Hofer            | Italien    | 260    |
| 4    | Dajana Dengscherz     | Österreich | 176    |
| 5    | Beatrice Scalvedi     | Schweiz    | 172    |

### Riesenslalom
| Rang | Name                     | Land       | Punkte |
| ---- | ------------------------ | ---------- | ------ |
| 1    | Stefan Brennsteiner      | Österreich | 385    |
| 2    | Axel William Patricksson | Norwegen   | 383    |
| 3    | Loïc Meillard            | Schweiz    | 370    |
| 4    | Eemeli Pirinen           | Finnland   | 334    |
| 5    | Simon Maurberger         | Italien    | 324    |

| Rang | Name                  | Land       | Punkte |
| ---- | --------------------- | ---------- | ------ |
| 1    | Stephanie Brunner     | Österreich | 640    |
| 2    | Simone Wild           | Schweiz    | 461    |
| 3    | Coralie Frasse Sombet | Frankreich | 321    |
| 4    | Ricarda Haaser        | Österreich | 320    |
| 5    | Laura Pirovano        | Italien    | 312    |

### Slalom
| Rang | Name             | Land        | Punkte |
| ---- | ---------------- | ----------- | ------ |
| 1    | Robin Buffet     | Frankreich  | 569    |
| 2    | Ramon Zenhäusern | Schweiz     | 495    |
| 3    | Marc Gini        | Schweiz     | 414    |
| 4    | Reto Schmidiger  | Schweiz     | 358    |
| 5    | Linus Straßer    | Deutschland | 260    |

| Rang | Name                | Land        | Punkte |
| ---- | ------------------- | ----------- | ------ |
| 1    | Maren Skjøld        | Norwegen    | 520    |
| 2    | Katharina Gallhuber | Österreich  | 498    |
| 3    | Elisabeth Willibald | Deutschland | 433    |
| 4    | Julia Grünwald      | Österreich  | 368    |
| 5    | Chiara Gmür         | Schweiz     | 270    |

### Alpine Kombination
| Rang | Name              | Land       | Punkte |
| ---- | ----------------- | ---------- | ------ |
| 1    | Paolo Pangrazzi   | Italien    | 150    |
| 2    | Bjørnar Neteland  | Norwegen   | 145    |
| 3    | Christian Walder  | Österreich | 120    |
| 4    | Marcus Monsen     | Norwegen   | 109    |
| 5    | Frederic Berthold | Österreich | 098    |

| Rang | Name              | Land       | Punkte |
| ---- | ----------------- | ---------- | ------ |
| 1    | Maren Skjøld      | Norwegen   | 180    |
| 2    | Rahel Kopp        | Schweiz    | 100    |
| 3    | Lara Zürcher      | Schweiz    | 080    |
| 4    | Christine Scheyer | Österreich | 068    |
| 5    | Dajana Dengscherz | Österreich | 060    |
|      | Anna Hofer        | Italien    | 060    |
|      | Romane Miradoli   | Frankreich | 060    |

## Podestplatzierungen Herren

### Abfahrt
| Datum      | Ort                        | 1. Platz                                                                | 2. Platz                                                                | 3. Platz                                                                |
| ---------- | -------------------------- | ----------------------------------------------------------------------- | ----------------------------------------------------------------------- | ----------------------------------------------------------------------- |
| 08.01.2016 | Wengen (SUI)               | Wegen Schneemangels abgesagt. Ersatztermin am 26. Januar in Davos.      | Wegen Schneemangels abgesagt. Ersatztermin am 26. Januar in Davos.      | Wegen Schneemangels abgesagt. Ersatztermin am 26. Januar in Davos.      |
| 09.01.2016 | Wengen (SUI)               | Wegen Schneemangels abgesagt. Ersatztermin am 27. Januar in Davos.      | Wegen Schneemangels abgesagt. Ersatztermin am 27. Januar in Davos.      | Wegen Schneemangels abgesagt. Ersatztermin am 27. Januar in Davos.      |
| 25.01.2016 | Méribel (FRA)              | Rennen abgesagt, Ersatzrennen am 10. März 2016 in Saalbach-Hinterglemm. | Rennen abgesagt, Ersatzrennen am 10. März 2016 in Saalbach-Hinterglemm. | Rennen abgesagt, Ersatzrennen am 10. März 2016 in Saalbach-Hinterglemm. |
| 26.01.2015 | Davos (SUI)                | Emanuele Buzzi (ITA)                                                    | Ralph Weber (SUI)                                                       | Patrick Schweiger (AUT)                                                 |
| 27.01.2015 | Davos (SUI)                | Ralph Weber (SUI)                                                       | Patrick Schweiger (AUT)                                                 | Emanuele Buzzi (ITA)                                                    |
| 02.02.2015 | Sarntal/Reinswald (ITA)    | Frederic Berthold (AUT)                                                 | Mario Karelly (AUT)                                                     | Christian Walder (AUT)                                                  |
| 04.02.2016 | Sarntal/Reinswald (ITA)    | Nicolas Raffort (FRA)                                                   | Silvano Varettoni (ITA)                                                 | Paolo Pangrazzi (ITA)                                                   |
| 10.03.2016 | Saalbach-Hinterglemm (AUT) | Christian Walder (AUT)                                                  | Emanuele Buzzi (ITA)                                                    | Urs Kryenbühl (SUI)                                                     |
| 11.03.2016 | Saalbach-Hinterglemm (AUT) | Urs Kryenbühl (SUI)                                                     | Emanuele Buzzi (ITA)                                                    | Niels Hintermann (SUI)                                                  |

### Super-G
| Datum      | Ort                        | 1. Platz                                                              | 2. Platz                                                              | 3. Platz                                                              |
| ---------- | -------------------------- | --------------------------------------------------------------------- | --------------------------------------------------------------------- | --------------------------------------------------------------------- |
| 25.11.2015 | Reiteralm (AUT)            | Wegen Schneemangels abgesagt. Ersatztermin am 14. Januar in Radstadt. | Wegen Schneemangels abgesagt. Ersatztermin am 14. Januar in Radstadt. | Wegen Schneemangels abgesagt. Ersatztermin am 14. Januar in Radstadt. |
| 26.11.2015 | Reiteralm (AUT)            | Wegen Schneemangels abgesagt. Ersatztermin am 15. Januar in Radstadt. | Wegen Schneemangels abgesagt. Ersatztermin am 15. Januar in Radstadt. | Wegen Schneemangels abgesagt. Ersatztermin am 15. Januar in Radstadt. |
| 10.12.2015 | Sölden (AUT)               | Christopher Neumayer (AUT)                                            | Marc Gisin (SUI)                                                      | Bjørnar Neteland (NOR)                                                |
| 11.12.2015 | Sölden (AUT)               | Christian Walder (AUT)                                                | Emanuele Buzzi (ITA)                                                  | Klaus Kröll (AUT)                                                     |
| 14.01.2015 | Radstadt (AUT)             | Emanuele Buzzi (ITA)                                                  | Guglielmo Bosca (ITA)                                                 | Christian Walder (AUT)                                                |
| 15.01.2015 | Radstadt (AUT)             | Marcus Monsen (NOR) Bjørnar Neteland (NOR)                            |                                                                       | Emanuele Buzzi (ITA)                                                  |
| 26.01.2016 | Méribel (FRA)              | Abgesagt.                                                             | Abgesagt.                                                             | Abgesagt.                                                             |
| 05.02.2016 | Sarntal/Reinswald (ITA)    | Stian Saugestad (NOR)                                                 | Johannes Kröll (AUT)                                                  | Stefan Rogentin (SUI)                                                 |
| 09.03.2016 | Saalbach-Hinterglemm (AUT) | Abgesagt.                                                             | Abgesagt.                                                             | Abgesagt.                                                             |

### Riesenslalom
| Datum      | Ort                     | 1. Platz                                   | 2. Platz                                   | 3. Platz                                   |
| ---------- | ----------------------- | ------------------------------------------ | ------------------------------------------ | ------------------------------------------ |
| 05.12.2015 | Trysil (NOR)            | Manuel Feller (AUT)                        | Marco Schwarz (AUT)                        | Dominik Schwaiger (GER)                    |
| 06.12.2015 | Trysil (NOR)            | Manuel Feller (AUT)                        | Stefan Brennsteiner (AUT)                  | Marco Schwarz (AUT)                        |
| 12.01.2016 | Folgaria-Lavarone (ITA) | Riccardo Tonetti (ITA)                     | Christoph Nösig (AUT)                      | Axel William Patricksson (NOR)             |
| 13.01.2016 | Folgaria-Lavarone (ITA) | Simon Maurberger (ITA)                     | Dominik Schwaiger (DEU)                    | Rasmus Windingstad (NOR)                   |
| 17.01.2016 | Zell am See (AUT)       | Abgesagt. Ersatz am 17. Januar als Slalom. | Abgesagt. Ersatz am 17. Januar als Slalom. | Abgesagt. Ersatz am 17. Januar als Slalom. |
| 20.01.2016 | Val-d’Isère (FRA)       | Loïc Meillard (SUI)                        | Žan Kranjec (SVN)                          | Mathieu Faivre (FRA)                       |
| 21.01.2016 | Val-d’Isère (FRA)       | Loïc Meillard (SUI)                        | Stefan Brennsteiner (AUT)                  | Christoph Nösig (AUT)                      |
| 28.01.2016 | Zuoz (SUI)              | Benedikt Staubitzer (DEU)                  | Simon Maurberger (ITA)                     | Axel William Patricksson (NOR)             |
| 29.01.2016 | Zuoz (SUI)              | Eemeli Pirinen (FIN)                       | Axel William Patricksson (NOR)             | Dominik Schwaiger (DEU)                    |
| 12.03.2016 | Oberjoch (GER)          | Abgesagt.                                  | Abgesagt.                                  | Abgesagt.                                  |
| 16.03.2016 | La Molina (ESP)         | Axel William Patricksson (NOR)             | Benedikt Staubitzer (DEU)                  | Bjørnar Neteland (NOR)                     |

### Slalom
| Datum      | Ort                     | 1. Platz                                          | 2. Platz                                          | 3. Platz                                          |
| ---------- | ----------------------- | ------------------------------------------------- | ------------------------------------------------- | ------------------------------------------------- |
| 02.12.2015 | Hemsedal (NOR)          | Ramon Zenhäusern (SUI)                            | Marco Schwarz (AUT)                               | Robby Kelley (USA)                                |
| 03.12.2015 | Hemsedal (NOR)          | Marco Schwarz (AUT)                               | Ramon Zenhäusern (SUI)                            | Manuel Feller (AUT)                               |
| 16.12.2015 | Obereggen (ITA)         | Robin Buffet (FRA)                                | Ramon Zenhäusern (SUI)                            | Mattias Hargin (SWE)                              |
| 21.12.2015 | Pozza di Fassa (ITA)    | Marc Gini (SUI)                                   | Robin Buffet (FRA)                                | Christian Hirschbühl (AUT)                        |
| 03.01.2016 | Val-Cenis (FRA)         | Marc Gini (SUI)                                   | Michael Matt (AUT)                                | Robin Buffet (FRA)                                |
| 04.01.2016 | Val-Cenis (FRA)         | Robin Buffet (FRA)                                | Ramon Zenhäusern (SUI)                            | Marc Gini (SUI)                                   |
| 13.01.2016 | Folgaria-Lavarone (ITA) | Abgesagt. Ersatz am 13. Januar als Riesentorlauf. | Abgesagt. Ersatz am 13. Januar als Riesentorlauf. | Abgesagt. Ersatz am 13. Januar als Riesentorlauf. |
| 16.01.2016 | Zell am See (AUT)       | François Place (FRA)                              | Markus Vogel (SUI)                                | Matej Vidović (CRO)                               |
| 17.01.2016 | Zell am See (AUT)       | Matej Vidović (CRO)                               | Mark Engel (USA)                                  | Kryštof Krýzl (CZE)                               |
| 13.03.2016 | Oberjoch (GER)          | Reto Schmidiger (SUI)                             | Riccardo Tonetti (ITA)                            | Linus Straßer (GER)                               |
| 17.03.2016 | La Molina (ESP)         | Robin Buffet (FRA)                                | Tommaso Sala (ITA)                                | Ramon Zenhäusern (SUI)                            |

### Alpine Kombination
| Datum      | Ort                     | 1. Platz               | 2. Platz                | 3. Platz               |
| ---------- | ----------------------- | ---------------------- | ----------------------- | ---------------------- |
| 11.12.2015 | Sölden (AUT)            | Bjørnar Neteland (NOR) | Marcus Monsen (NOR)     | Christian Walder (AUT) |
| 25.01.2016 | Méribel (FRA)           | Abgesagt.              | Abgesagt.               | Abgesagt.              |
| 04.02.2016 | Sarntal/Reinswald (ITA) | Paolo Pangrazzi (ITA)  | Frederic Berthold (AUT) | Christian Walder (AUT) |

### City Event
| Datum      | Ort             | 1. Platz                   | 2. Platz            | 3. Platz             |
| ---------- | --------------- | -------------------------- | ------------------- | -------------------- |
| 19.12.2015 | Kronplatz (ITA) | Christian Hirschbühl (AUT) | Linus Straßer (GER) | Mattias Hargin (SWE) |

## Podestplatzierungen Damen

### Abfahrt
| Datum      | Ort                        | 1. Platz                                                                | 2. Platz                                                                | 3. Platz                                                                |
| ---------- | -------------------------- | ----------------------------------------------------------------------- | ----------------------------------------------------------------------- | ----------------------------------------------------------------------- |
| 17.12.2015 | St. Moritz (SUI)           | Wegen Schneemangels abgesagt. Ersatztermin am 15. Januar in Zauchensee. | Wegen Schneemangels abgesagt. Ersatztermin am 15. Januar in Zauchensee. | Wegen Schneemangels abgesagt. Ersatztermin am 15. Januar in Zauchensee. |
| 18.12.2015 | St. Moritz (SUI)           | Wegen Schneemangels abgesagt.                                           | Wegen Schneemangels abgesagt.                                           | Wegen Schneemangels abgesagt.                                           |
| 14.01.2016 | Zauchensee (AUT)           | Joana Hählen (SUI)                                                      | Breezy Johnson (USA)                                                    | Nicol Delago (ITA)                                                      |
| 14.01.2016 | Zauchensee (AUT)           | Breezy Johnson (USA)                                                    | Kira Weidle (DEU)                                                       | Abby Ghent (USA)                                                        |
| 15.01.2016 | Zauchensee (AUT)           | Kira Weidle (DEU)                                                       | Joana Hählen (SUI)                                                      | Alexandra Coletti (MON)                                                 |
| 02.02.2016 | Davos (SUI)                | Beatrice Scalvedi (SUI)                                                 | Anna Hofer (ITA)                                                        | Dajana Dengscherz (AUT)                                                 |
| 03.02.2016 | Davos (SUI)                | Anna Hofer (ITA)                                                        | Verena Gasslitter (ITA)                                                 | Kristin Lysdahl (NOR)                                                   |
| 11.03.2016 | Saalbach-Hinterglemm (AUT) | Kristin Lysdahl (NOR) Christina Ager (AUT)                              |                                                                         | Christine Scheyer (AUT)                                                 |

### Super-G
| Datum      | Ort                        | 1. Platz                    | 2. Platz                | 3. Platz                |
| ---------- | -------------------------- | --------------------------- | ----------------------- | ----------------------- |
| 10.12.2015 | Kvitfjell (NOR)            | Michaela Heider (AUT)       | Verena Gasslitter (ITA) | Dajana Dengscherz (AUT) |
| 15.01.2016 | Zauchensee (AUT)           | Abgesagt.                   | Abgesagt.               | Abgesagt.               |
| 25.01.2016 | Châtel (FRA)               | Romane Miradoli (FRA)       | Anna Hofer (ITA)        | Verena Gasslitter (ITA) |
| 26.01.2016 | Châtel (FRA)               | Lisa Magdalena Agerer (ITA) | Verena Gasslitter (ITA) | Klára Křížová (CZE)     |
| 04.02.2016 | Davos (SUI)                | Verena Gasslitter (ITA)     | Laura Gauche (FRA)      | Christine Scheyer (AUT) |
| 05.02.2016 | Davos (SUI)                | Abgesagt.                   | Abgesagt.               | Abgesagt.               |
| 12.03.2016 | Saalbach-Hinterglemm (AUT) | Lisa Magdalena Agerer (ITA) | Klára Křížová (CZE)     | Anna Hofer (ITA)        |

### Riesenslalom
| Datum      | Ort                      | 1. Platz                                   | 2. Platz                                   | 3. Platz                                   |
| ---------- | ------------------------ | ------------------------------------------ | ------------------------------------------ | ------------------------------------------ |
| 07.12.2015 | Trysil (NOR)             | Stephanie Brunner (AUT)                    | Simone Wild (SUI)                          | Petra Vlhová (SVK)                         |
| 11.12.2015 | Kvitfjell (NOR)          | Laura Pirovano (ITA)                       | Jelena Prostewa (RUS)                      | Marie Massios (FRA)                        |
| 05.01.2016 | Zinal (SUI)              | Karoline Pichler (ITA)                     | Stephanie Brunner (AUT)                    | Simone Wild (SUI)                          |
| 05.01.2016 | Zinal (SUI)              | Stephanie Brunner (AUT)                    | Coralie Frasse Sombet (FRA)                | Taïna Barioz (FRA)                         |
| 18.01.2016 | Kirchberg in Tirol (AUT) | Abgesagt. Ersatz am 18. Januar am Hochkar. | Abgesagt. Ersatz am 18. Januar am Hochkar. | Abgesagt. Ersatz am 18. Januar am Hochkar. |
| 18.01.2016 | Hochkar (AUT)            | Stephanie Brunner (AUT)                    | Karoline Pichler (ITA)                     | Lena Dürr (DEU)                            |
| 28.01.2016 | Sestriere (ITA)          | Stephanie Brunner (AUT)                    | Marie Massios (FRA)                        | Laura Pirovano (ITA)                       |
| 12.02.2016 | Borowez (BUL)            | Stephanie Brunner (AUT)                    | Simone Wild (SUI)                          | Ricarda Haaser (AUT)                       |
| 13.02.2016 | Borowez (BUL)            | Simone Wild (SUI)                          | Clara Direz (FRA)                          | Stephanie Brunner (AUT)                    |
| 15.03.2016 | La Molina (ESP)          | Ricarda Haaser (AUT)                       | Vanessa Kasper (SUI)                       | Coralie Frasse Sombet (FRA)                |

### Slalom
| Datum      | Ort                      | 1. Platz                                    | 2. Platz                                    | 3. Platz                                    |
| ---------- | ------------------------ | ------------------------------------------- | ------------------------------------------- | ------------------------------------------- |
| 08.12.2015 | Trysil (NOR)             | Petra Vlhová (SVK)                          | Ylva Stålnacke (SWE)                        | Emelie Wikström (SWE)                       |
| 06.01.2016 | Zinal (SUI)              | Ana Bucik (SVN)                             | Maren Wiesler (GER)                         | Christina Geiger (GER)                      |
| 07.01.2016 | Zinal (SUI)              | Ana Bucik (SVN)                             | Katharina Gallhuber (AUT)                   | Katharina Liensberger (AUT)                 |
| 19.01.2016 | Kirchberg in Tirol (AUT) | Abgesagt. Ersatz am 19. Januar am Hochkar.  | Abgesagt. Ersatz am 19. Januar am Hochkar.  | Abgesagt. Ersatz am 19. Januar am Hochkar.  |
| 19.01.2016 | Hochkar (AUT)            | Elisabeth Willibald (DEU)                   | Katharina Gallhuber (AUT)                   | Christina Geiger (DEU)                      |
| 20.01.2016 | Lenggries (GER)          | Abgesagt. Ersatz am 20. Januar in Oberjoch. | Abgesagt. Ersatz am 20. Januar in Oberjoch. | Abgesagt. Ersatz am 20. Januar in Oberjoch. |
| 21.01.2016 | Lenggries (GER)          | Abgesagt. Ersatz am 21. Januar in Oberjoch. | Abgesagt. Ersatz am 21. Januar in Oberjoch. | Abgesagt. Ersatz am 21. Januar in Oberjoch. |
| 20.01.2016 | Oberjoch (DEU)           | Katharina Gallhuber (AUT)                   | Maren Skjøld (NOR)                          | Elisabeth Willibald (DEU)                   |
| 21.01.2016 | Oberjoch (DEU)           | Maren Skjøld (NOR)                          | Julia Grünwald (AUT)                        | Katharina Gallhuber (AUT)                   |
| 29.01.2016 | Sestriere (ITA)          | Elisabeth Willibald (DEU)                   | Julia Grünwald (AUT)                        | Katharina Gallhuber (AUT)                   |
| 09.02.2016 | Pamporowo (BUL)          | Xenija Alopina (RUS) Chiara Gmür (SUI)      |                                             | Lisa-Maria Zeller (AUT)                     |
| 10.02.2016 | Pamporowo (BUL)          | Anna Swenn-Larsson (SWE)                    | Chiara Gmür (SUI)                           | Maren Skjøld (NOR)                          |
| 17.03.2016 | La Molina (ESP)          | Maren Skjøld (NOR)                          | Mélanie Meillard (SUI)                      | Katharina Gallhuber (AUT)                   |

### Super-Kombination
| Datum      | Ort             | 1. Platz           | 2. Platz           | 3. Platz                |
| ---------- | --------------- | ------------------ | ------------------ | ----------------------- |
| 12.12.2015 | Kvitfjell (NOR) | Maren Skjøld (NOR) | Lara Zürcher (SUI) | Dajana Dengscherz (AUT) |
| 25.01.2016 | Châtel (FRA)    | Rahel Kopp (SUI)   | Maren Skjøld (NOR) | Romane Miradoli (FRA)   |